# Scopula thrasia
Scopula thrasia là một loài bướm đêm trong họ Geometridae.